# Xanthopimpla arealis
Xanthopimpla arealis là một loài tò vò trong họ Ichneumonidae.